# Treccia d'oro
La treccia d'oro è una torta tipica di Crema.

## Storia
Pur non essendo di antiche origini, la torta ha ottenuto il riconoscimento PAT e quello della Camera di Commercio De.Co.
Il dolce dalla forma di treccia nasceva tra il 1936 ed il 1937 dal pasticciere Gironda che la mostrava per la prima volta alla fiera di Padova. Il Gironda, successivamente, apriva una propria pasticceria presso la quale iniziava a lavorare in qualità di garzone Vittorio Maccalli, il quale pi̘ù tardi rilevava l'attività commerciale, proseguendo a produrre e far conoscere questo prodotto.
Nel 1954 il Maccalli apriva la pasticceria di piazza Giuseppe Garibaldi dandole il medesimo nome del dolce: Treccia d'Oro.
Vittorio Maccalli veniva nominato commendatore nel 2010 e la pasticceria veniva inserita nel Registro regionale dei negozi storici nel 2016.
Nell'Aprile del 2024 la pasticceria Treccia d'Oro chiude i battenti. Al momento non risulta possibile gustare questo tipico dolce in nessun altro luogo.
- farina
- un uovo
- zucchero
- lievito di birra
- latte
- sale da cucina
- vanillina
- cedro candito
- arancia candita
- l'uva passa
- zucchero a velo